# Мелайе
Мелайе (на сръбски: Мелаје) е село в Сърбия, разположено в община Тутин, Рашки окръг. Намира се на 976 метра надморска височина. Населението му според преброяването през 2011 г. е 449 души. При преброяването на населението през 2002 г. има 431 жители, от тях: 426 (98,83 %) бошняци, 2 (0,46 %) мюсюлмани, 1 (0,23 %) сърбин и 2 (0,46 %) неизвестни.

## Население
Численост на населението според преброяванията през годините:
- 1948 – 492 души
- 1953 – 562 души
- 1961 – 578 души
- 1971 – 507 души
- 1981 – 598 души
- 1991 – 666 души
- 2002 – 431 души
- 2011 – 449 души